# 에르네스토 알테리오

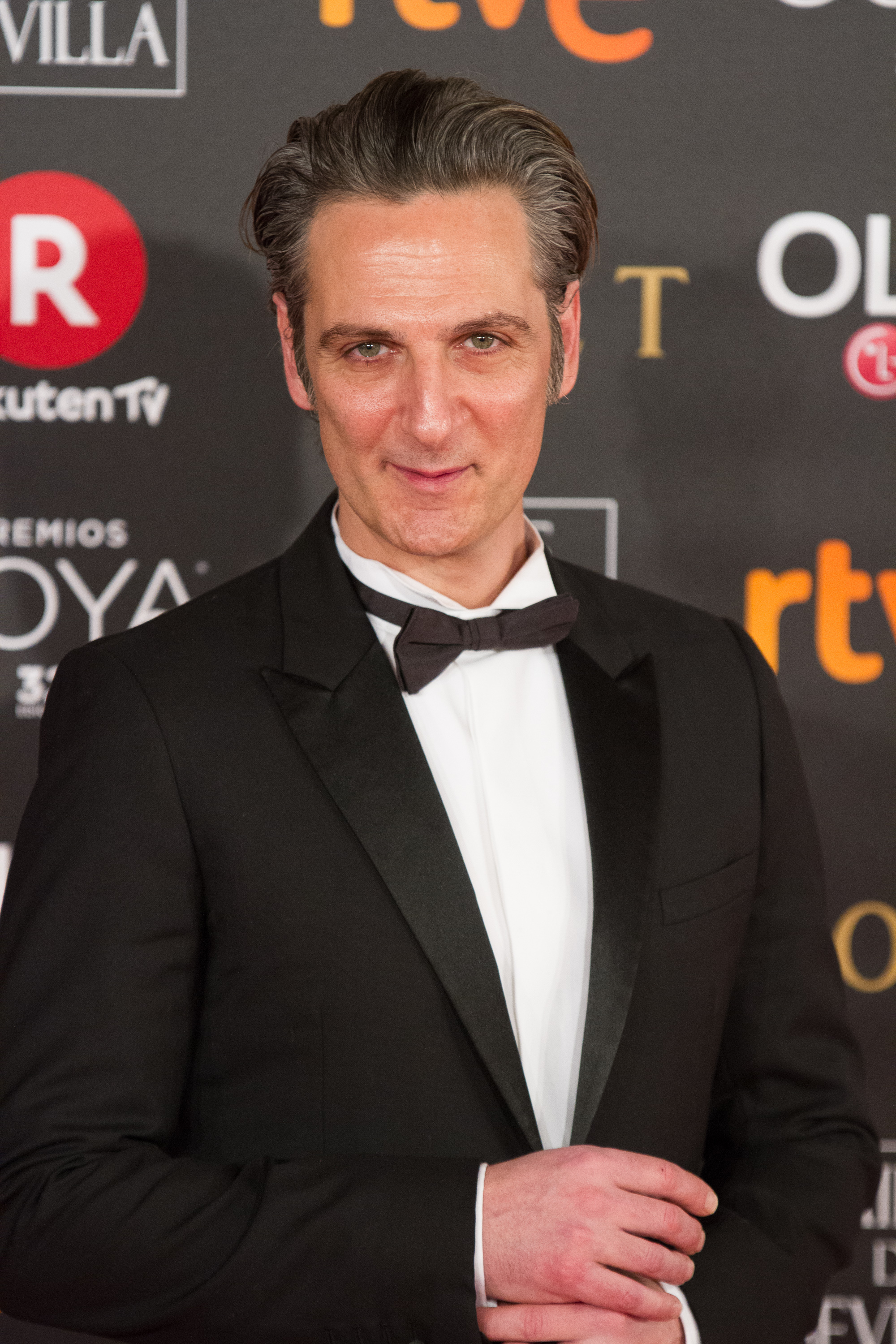

에르네스토 알테리오(Ernesto Federico Alterio, 1970년 9월 25일~)는 아르헨티나의 배우, 텔레비전 배우, 영화배우이다.
부에노스아이레스에서 태어났다.

## 영화
- 아이 러브 유, 스투피드(2020년) - 세바스티안 베네트 역
- 운 문도 노르말(2020년) - 에르네스토 역
- 히어로는 없다(2020년) - 브루게라 역
- 어드밴티지 오브 트레블링 바이 트레인(2019년)
- 퍼펙트 스트레인저스(2017년)
- 이지 섹스, 새드 무비스(2014년)
- 누가 밤비를 죽였나?(2013년)
- 피플 인 플레이스(2013년)
- 클랜데스틴 차일드후드(2012년) - 삼촌 베토 역
- 이반스 드림(2011년)
- 목요일의 과부들(2009년)
- 비(2008년)
- 투 사이즈 오브 더 베드(2005년) - Poster Credits Order 역
- 생존 게임(2005년)
- 인카우토스(2004년)
- 풋볼 데이(2003년) - 안토니오 역
- 연애의 기술(2003년) - 하비에 역
- 루나의 게임(2001년)
- 양상추 여자와 송어 남자(2001년)
- 브뉴엘과 솔로몬 왕의 탁자(2001년)
- 요에스(2000년)
- 우정 아닌 사랑(1996년)
- 자파리나(1994년)
- 와일드 탱고(1993년)
- 마누라 죽이기(1992년)